# Johann Lippet

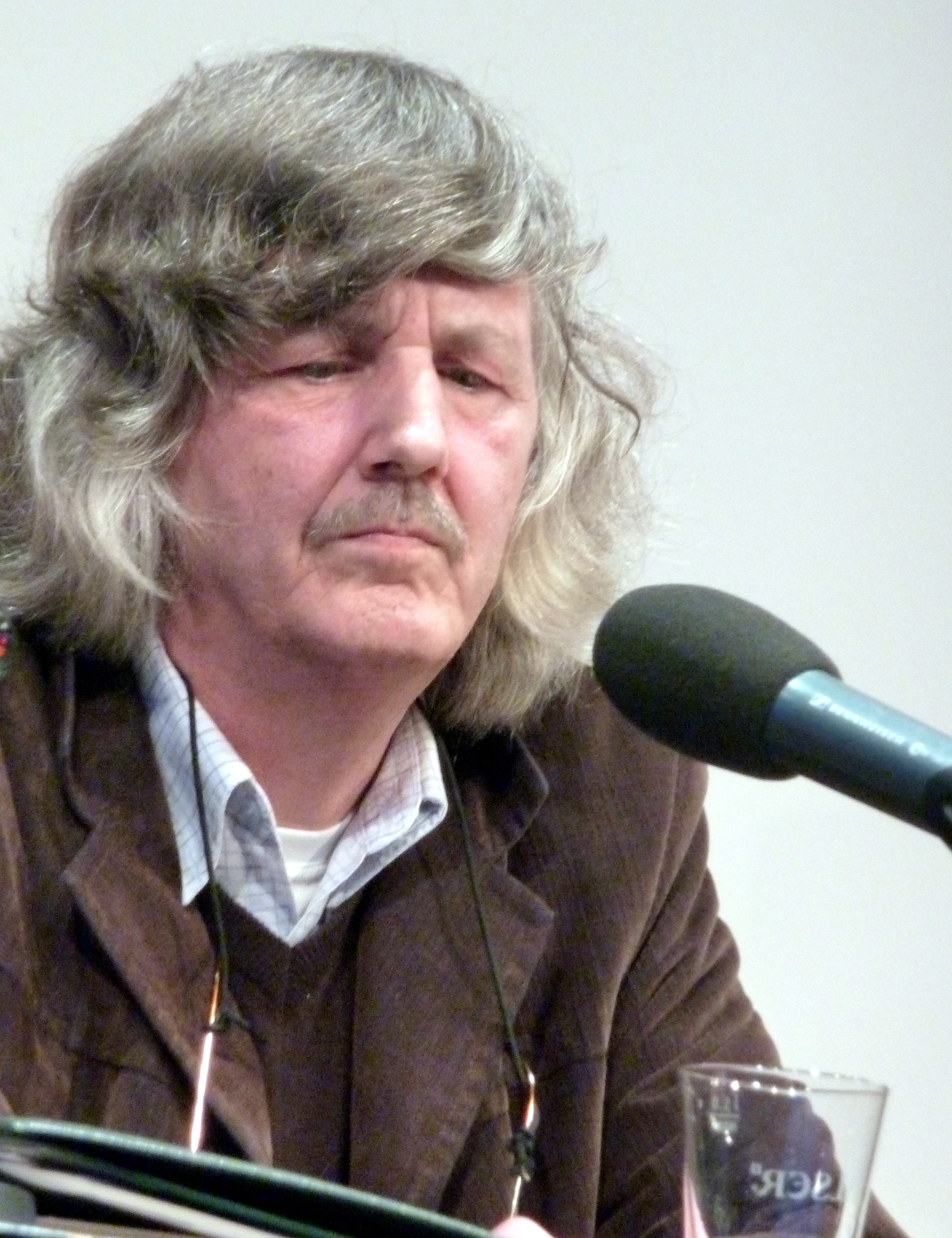
Johann Lippet, 2010

Johann Lippet (* 12. Januar 1951 in Wels, Österreich) ist ein rumäniendeutscher Schriftsteller.

## Leben
Johann Lippet wurde 1951 in Österreich geboren, wohin es seine Eltern zum Ende des Zweiten Weltkrieges verschlagen hatte. 1956 kehrte die Familie nach Rumänien zurück. In Vizejdia, dem Heimatdorf seines Vaters im Banat, verbrachte er seine Kindheit und besuchte die Grundschule. Die weiterführende Schule absolvierte er in Großsanktnikolaus, wo er 1970 das Abitur machte. Er studierte Germanistik und Rumänistik an der Universität des Westens Timișoara und arbeitete als Deutschlehrer. Er war Mitbegründer des Literaturkreises Aktionsgruppe Banat, der von 1972 bis 1975 in Timișoara (deutsch Temeswar) bestand. Von 1978 bis 1987 war er als Dramaturg am Deutschen Staatstheater Temeswar tätig.
1987 reiste Lippet aus Rumänien nach Deutschland aus. 1992 arbeitete er zusammen mit dem Regisseur Bruno Klimek an einer Inszenierung von Molières Tartuffe für das Nationaltheater Mannheim. In Heidelberg war er für die Akademie für Ältere und die Stadtbücherei tätig. Seit 1998 lebt Lippet als freischaffender Schriftsteller in Sandhausen bei Heidelberg.

## Auszeichnungen
- 1980: Debütpreis des Rumänischen Schriftstellerverbandes
- 1980: Adam Müller-Guttenbrunn-Förderpreis für Prosa (Temeswar)
- 1983: Adam-Müller-Guttenbrunn-Literaturpreis für Lyrik (Temeswar)
- 1989: Deutscher Sprachpreis (Mit Gerhardt Csejka, Helmuth Frauendorfer, Klaus Hensel, Herta Müller, Werner Söllner, William Totok und Richard Wagner)
- 1991/1995/1999: Arbeitsstipendien des Förderkreises deutscher Schriftsteller in Baden-Württemberg
- 1997: Preis des Landes Baden-Württemberg für Der Totengräber (Autor und Verlag)
- 1998: Stipendiat des Künstlerhauses Edenkoben
- 2001: Stipendium der Konrad-Adenauer-Stiftung
- 2003: Literaturstipendium der Kunststiftung Baden-Württemberg

## Werke
- biographie. ein muster. poem. Kriterion Verlag, Bukarest 1980.
- so wars im mai so ist es. Gedichte. Kriterion Verlag, Bukarest 1984.
- Protokoll eines Abschieds und einer Einreise oder Die Angst vor dem Schwinden der Einzelheiten. Roman. Verlag Das Wunderhorn, Heidelberg 1990.
- Die Falten im Gesicht. Zwei Erzählungen. Verlag Das Wunderhorn, Heidelberg 1991.
- Abschied, Laut und Wahrnehmung. Gedichte. Verlag Das Wunderhorn, Heidelberg 1994.
- Der Totengräber. Eine Erzählung. Verlag Das Wunderhorn, Heidelberg 1997.
- Die Tür zu hinteren Küche. Roman. Verlag Das Wunderhorn, Heidelberg 2000.
- Banater Alphabet. Gedichte. Verlag Das Wunderhorn, Heidelberg 2001.
- Anrufung der Kindheit. Poem. Lyrikedition 2000, München 2003.
- Kapana, im Labyrinth. Verlag Das Wunderhorn, Heidelberg 2004.
- Mahljahre. InterGraf, Reschitza 2004.
- Das Feld räumen. Roman. Verlag Das Wunderhorn, Heidelberg 2005.
- Vom Hören vom Sehen vom Finden der Sprache. Gedichte, Lyrikedition 2000, München 2006.
- Migrant auf Lebzeiten. Roman. Pop Verlag, Ludwigsburg 2008.
- Im Garten von Edenkoben. Gedichte. Lyrikedition 2000, München 2009.
- Das Leben einer Akte. Chronologie einer Bespitzelung. Dokumentation. Verlag Das Wunderhorn, Heidelberg 2009.
- Dorfchronik, ein Roman. Roman. Pop Verlag, Ludwigsburg 2010.
- Der Altenpfleger. Zwei Erzählungen. Pop Verlag, Ludwigsburg 2011.
- Tuchfühlung im Papierkorb. Ein Gedichtbuch. Pop Verlag, Ludwigsburg 2012.
- Bruchstücke aus erster und zweiter Hand. Roman. Pop Verlag, Ludwigsburg 2012.
- Die Quelle informiert. Ein Bericht. Pop Verlag, Ludwigsburg 2014.
- Amei und Mari oder Nacherzähltes Leben. Ein Heimatroman. Pop Verlag, Ludwigsburg 2015.
- Kopfzeile, Fußzeile. Gedichte & Variationen. Pop Verlag, Ludwigsburg 2016.
- Wegkreuze. Beobachtete, gehörte, gelesene und andere Geschichten. Pop Verlag, Ludwigsburg 2017.
- Franz, Franzi, Francisc. Romanfragment. (Nebst Arbeitsnotizen und Annotationen). Pop Verlag, Ludwigsburg 2019.

### Übersetzungen
- Petre Stoica: Aus der Chronik des Alten. Gedichte. Aus dem Rumänischen übersetzt von Johann Lippet. Verlag Das Wunderhorn, Heidelberg 2004.
- Traian Pop Traian: Die 53. Woche. Gedichte. Aus dem Rumänischen übertragen von Gerhardt Csejka, Horst Fassel, Edith Konradt, Johann Lippet und Dieter Schlesak. Pop Verlag, Ludwigsburg 2013.
- Traian Pop Traian und Liviu Tulbure: Bleierne Flügel. Gedichte und Bilder. Aus dem Rumänischen übertragen von Gerhardt Csejka, Horst Fassel, Edith Konradt und Johann Lippet. Pop Verlag, Ludwigsburg 2017.
- Slavomir Gvozdenović: Wir kehrten verwundet zurück in die Welt. Gedichte. Mit achtzehn Grafiken von Piotr Patryk Lewkowicz. Übersetzungen aus dem Rumänischen von Johann Lippet, und aus dem Serbischen von Peter Gehrisch und Bettina Wöhrmann. Pop Verlag, Ludwigsburg 2018.
- Traian Pop Traian: Absolute Macht. Roman(z)e(n) aus einem vertraulichen Tagebuch.Roman(ț)e dintr-un jurnal discret. Deutsch/Rumänisch. Aus dem Rumänischen übertragen von Gerhardt Csejka, Horst Fassel, Edith Konradt, Johann Lippet, Horst Samson, Georg Scherg und Dieter Schlesak. Pop Verlag, Ludwigsburg 2018.